# 아트스테이션
아트스테이션(Artstation)은 에픽게임즈 소유의 캐나다 웹사이트이다.

## 같이 보기
- 픽시브
- 핀터레스트